# Са, Мем ди
Мем ди Са (порт. Mem de Sá, ок.1500 — 2 марта 1572) — португальский колониальный администратор.

## Биография
Мем ди Са родился около 1500 года в португальском городке Коимбра; происходил из знатного португальского рода Sá, младший брат поэта Франсишку де Са-де-Миранды.
В 1556 году Мем ди Са был назначен генерал-губернатором Бразилии. Его предшественник поддерживал плантаторов в насаждении рабства среди индейцев, в результате чего рассорился с христианскими миссионерами, стремившимися защитить индейцев. Мем ди Са сумел наладить отношения с Мануэлом да Нобрегой и Жозе ди Андишетой, проповедовавшими христианство среди коренных жителей Южной Америки.
В 1555 году 500 французских колонистов под командованием адмирала Николя Дюрана де Вильганьона основали на острове Серигипе колонию Анривиль, и построили Форт-Колиньи. В 1560 году Мем ди Са отправил против них 26 судов с двумя тысячами солдат и матросов на борту, однако сразу изгнать французов не удалось; это сделал впоследствии его племянник Эштасиу ди Са, который в 1565 году в качестве базы для операций основал у подножия горы Сахарная голова укрепление Сан-Себастьян ди Рио-де-Жанейро. Существенную роль в изгнании французов сыграли иезуитские миссионеры, которые сумели расстроить союз между индейцами и французами и способствовали заключению мира между индейцами и португальцами.
В 1567 году было образовано капитанство Рио-де-Жанейро. В 1568 году по распоряжению Мем ди Са далее в глубине материка на берегу залива Гуанабара было выбрано место для поселения — будущего Рио-де-Жанейро.